# Spruce
O Spruce é uma plataforma de comunicação e atendimento digital projetada para situações de atendimentos que ocorrem fora da sala de exames.  O produto Spruce Care Messenger permite a telessaúde e outras formas de atendimento remoto diretamente nos threads de mensagens. Para os pacientes, representa acessar facilmente os tratamentos (e até as prescrições) sem uma visita física ao médico. Para os profissionais da saúde, torna mais fácil e eficiente a adaptação às mudanças nas expectativas do paciente. O Spruce é usado por milhares de profissionais de saúde de todas as especialidades para a prestação de cuidados atuais. O aplicativo oferece chamadas de vídeo, compartilhamento de fotos, vídeos e arquivos, notas seguras, número de telefone Spruce (comercial), correio de voz seguro, transcrição de correio de voz, e-Fax e pagamentos digitais.
É possível escolher entre os planos básico (US$ 24) e comunicador (US$ 49). O primeiro oferece mensagem segura ao paciente, chamadas de vídeo, visitas Spruce, mensagens seguras para a equipe, número de telefone Spruce, e-Fax e contrato de parceria comercial. O comunicador, além dos recursos do plano básico, oferece configuração de caixa de entrada personalizada, horas de treino, workflows e os pagamentos móveis.